# Château-l’Évêque
Château-l’Évêque (okzitanisch: Lo Chasteu) ist eine französische Gemeinde  mit 2.162 Einwohnern (Stand: 1. Januar 2022) im Département Dordogne in der Region Nouvelle-Aquitaine. Sie gehört zum Arrondissement Périgueux und zum Kanton Trélissac. Die Einwohner heißen Castélevéquois und Castélevéquoises.

## Geographie
Château-l’Évêque liegt etwa sieben Kilometer nördlich von Périgueux am Fluss Beauronne. Umgeben wird Château-l’Évêque von den Nachbargemeinden Brantôme en Périgord im Norden, Agonac im Osten und Nordosten, Champcevinel im Osten und Südosten, Périgueux im Süden, Chancelade im Süden und Südwesten, La Chapelle-Gonaguet im Westen und Südwesten sowie Biras im Nordwesten.
Durch die Gemeinde führt die frühere Route nationale 139 (heutige D939).

## Geschichte
Hier befinden sich die Reste einer Römerstraße. Erstmals erwähnt wird der Ort unter dem Namen Preyssac um 1169. Bis 1793 ist der Name dann in Preyssac Dagonat, 1803 in Preyssac d’Agonac gewandelt. Seit 1831 trägt die Gemeinde den heutigen Namen.

### Bevölkerungsentwicklung
| Jahr                       | 1962 | 1968 | 1975 | 1982 | 1990 | 1999 | 2006 | 2012 | 2019 |
| Einwohner                  | 1191 | 1173 | 1235 | 1378 | 1701 | 1760 | 1915 | 2109 | 2148 |
| Quellen: Cassini und INSEE |      |      |      |      |      |      |      |      |      |

## Sehenswürdigkeiten
- Kirche Saint-Julien im 14. Jahrhundert erbaut
- Romanische Kirche Saint-Jean-Baptiste aus dem 12. Jahrhundert, seit 2003 als Monument historique klassifiziert
- Schloss Beylie aus dem 15. Jahrhundert
- Schloss von Château-l’Évêque (auch Château Saint-Vincent), im 14. Jahrhundert erbaut und im 15. und 16. Jahrhundert umgebaut, seit 1938 als Monument historique eingeschrieben
- Schloss und Gutshof Daille aus dem 17. Jahrhundert
- Schloss Mesplier aus dem 15. Jahrhundert, Umbauten aus dem 18. Jahrhundert
- Herrenhäuser von Chabrerie (17. Jahrhundert), Coularède (18. Jahrhundert), Rivières (15./18. Jahrhundert) und Vessat
- Waschhaus

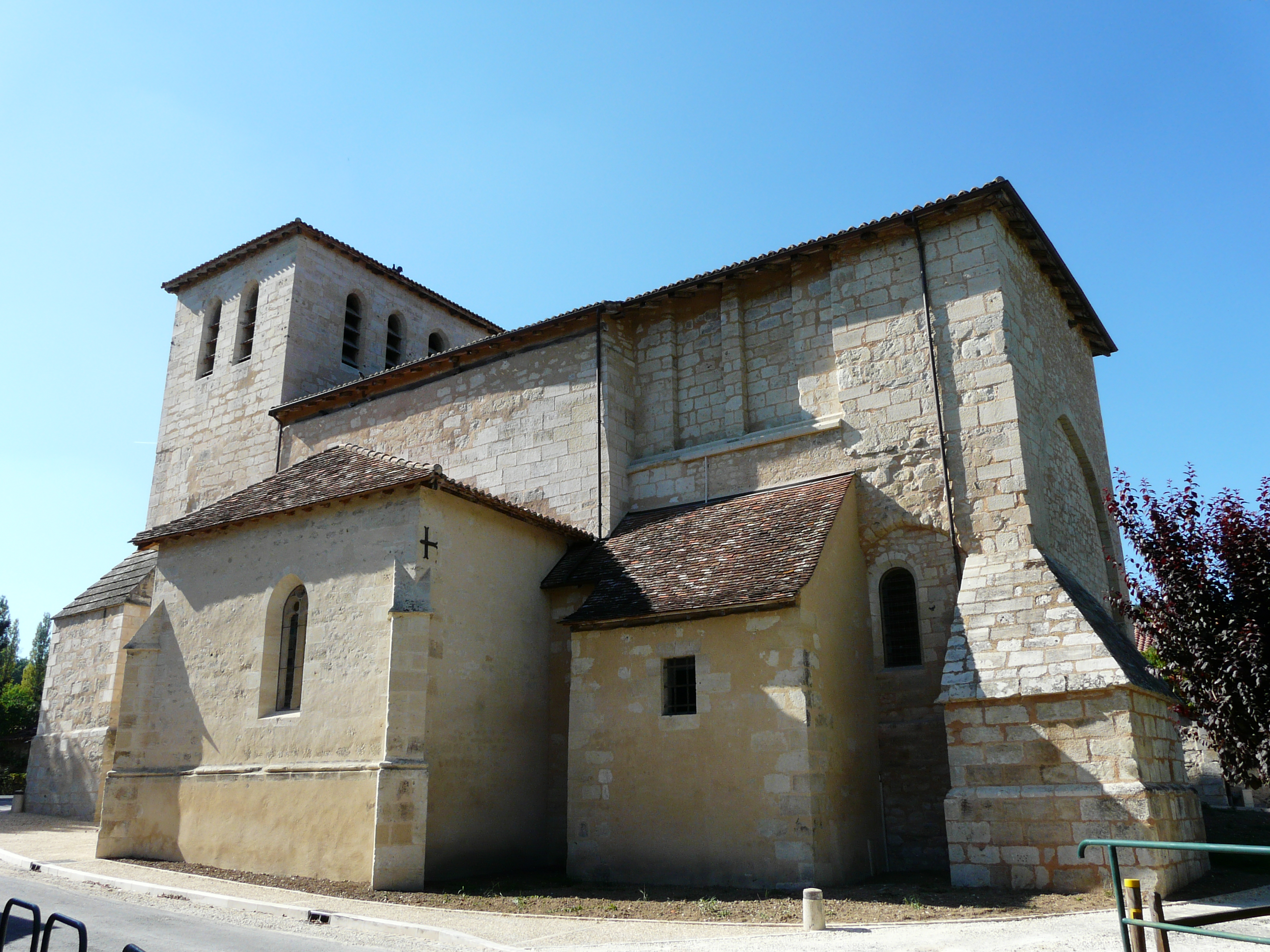
Kirche Saint-Jean-Baptiste
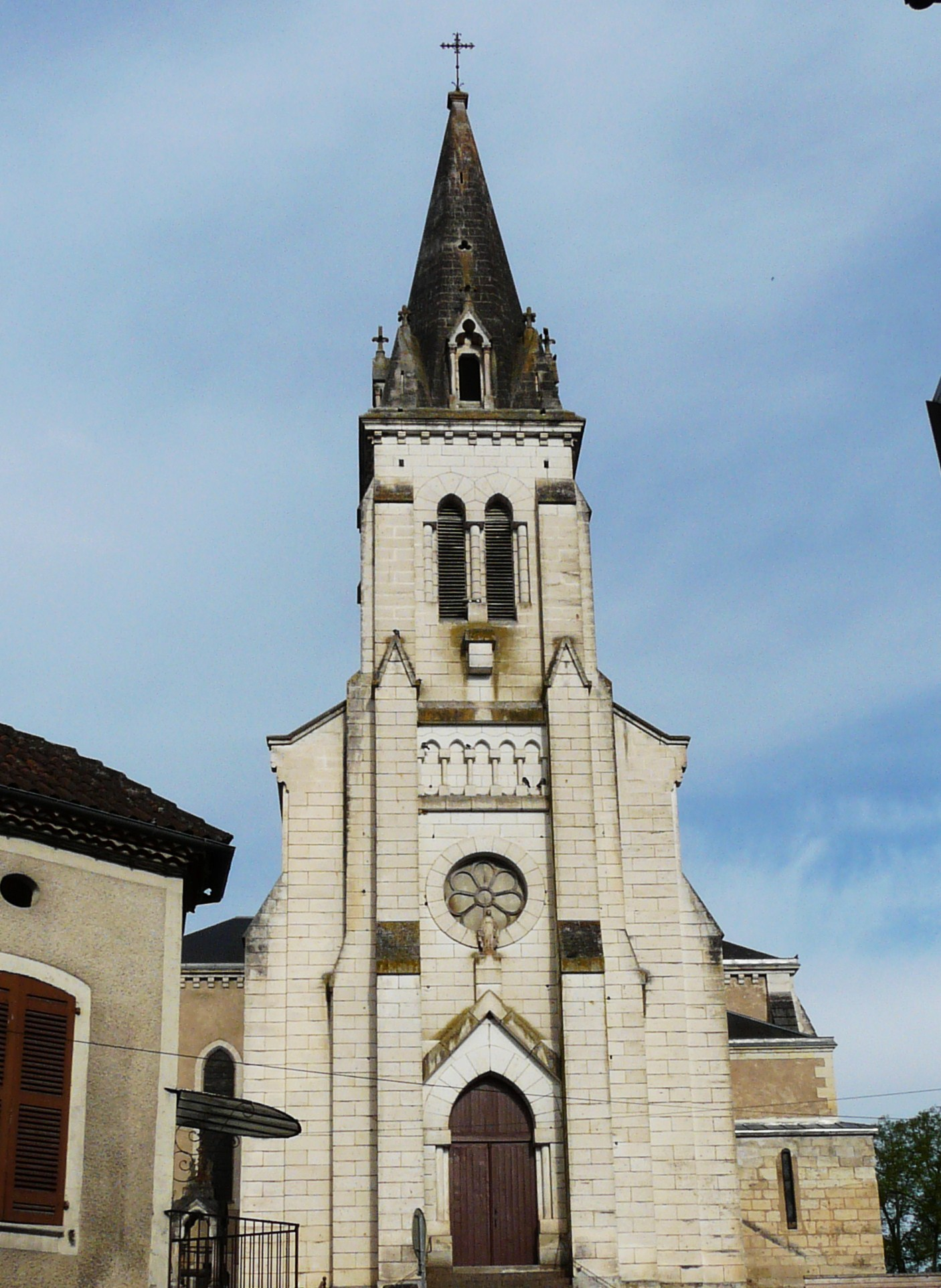
Kirche Saint-Julien
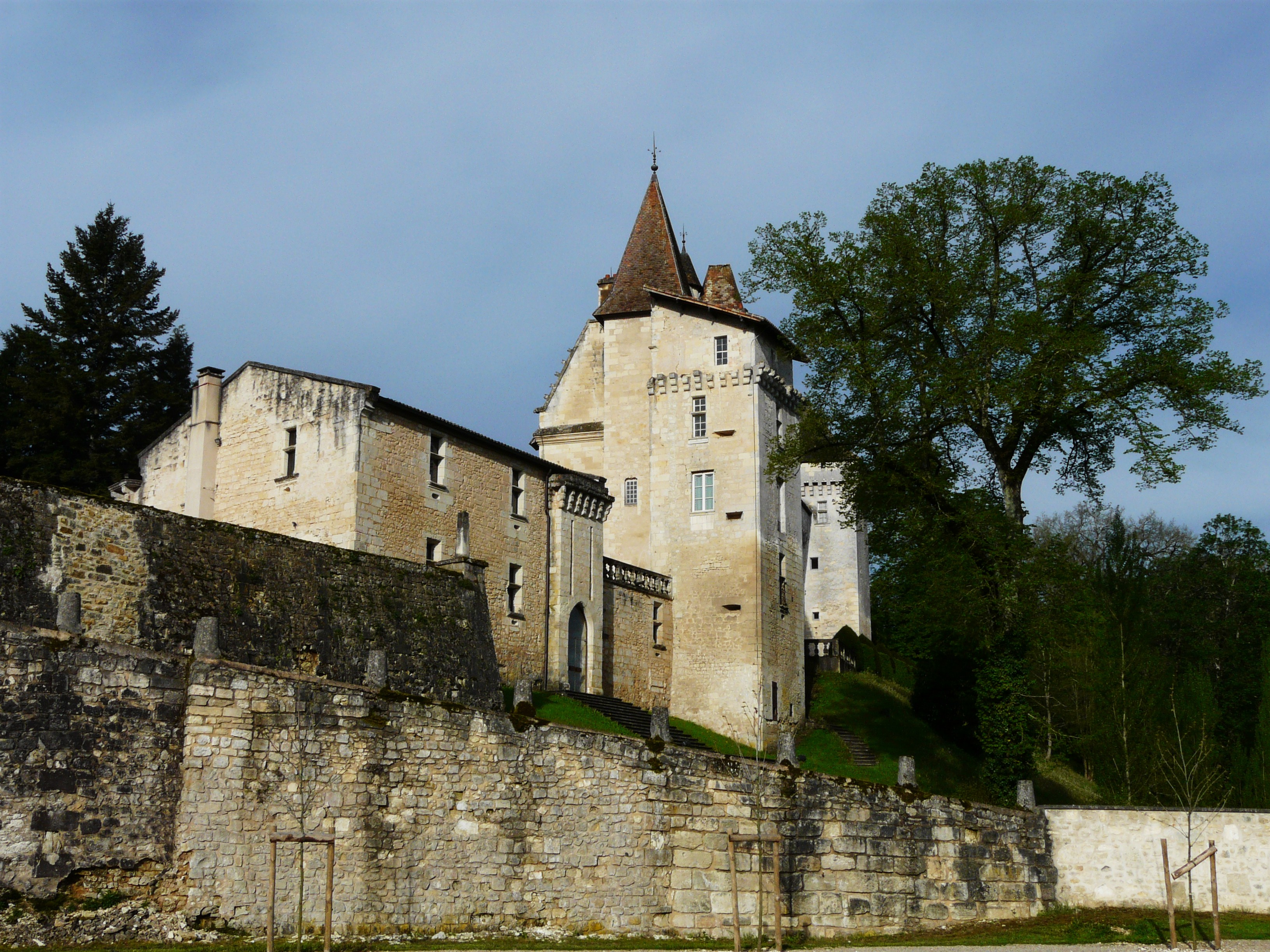
Schloss von Château-l'Évêque
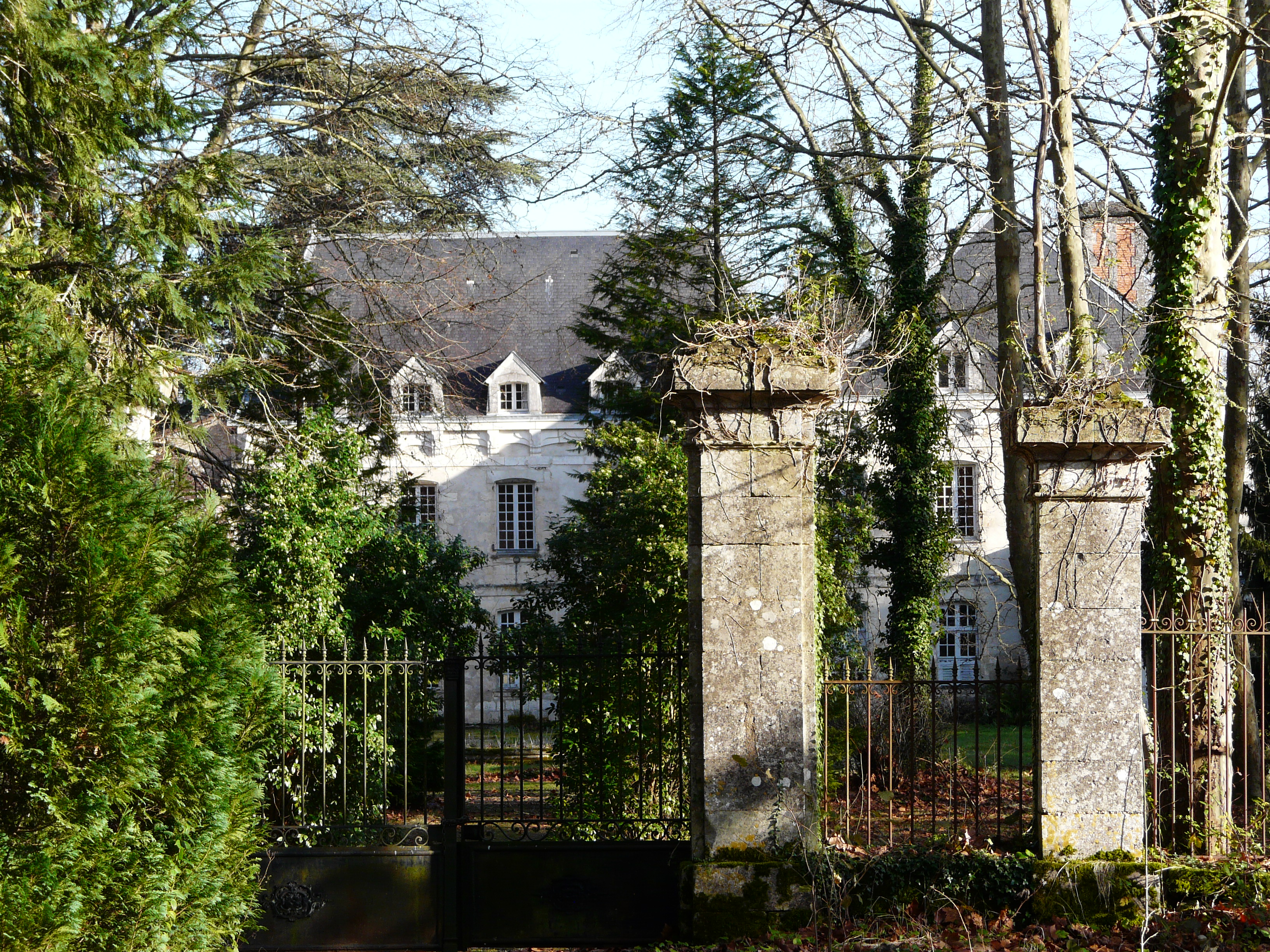
Herrenhaus Chabrerie
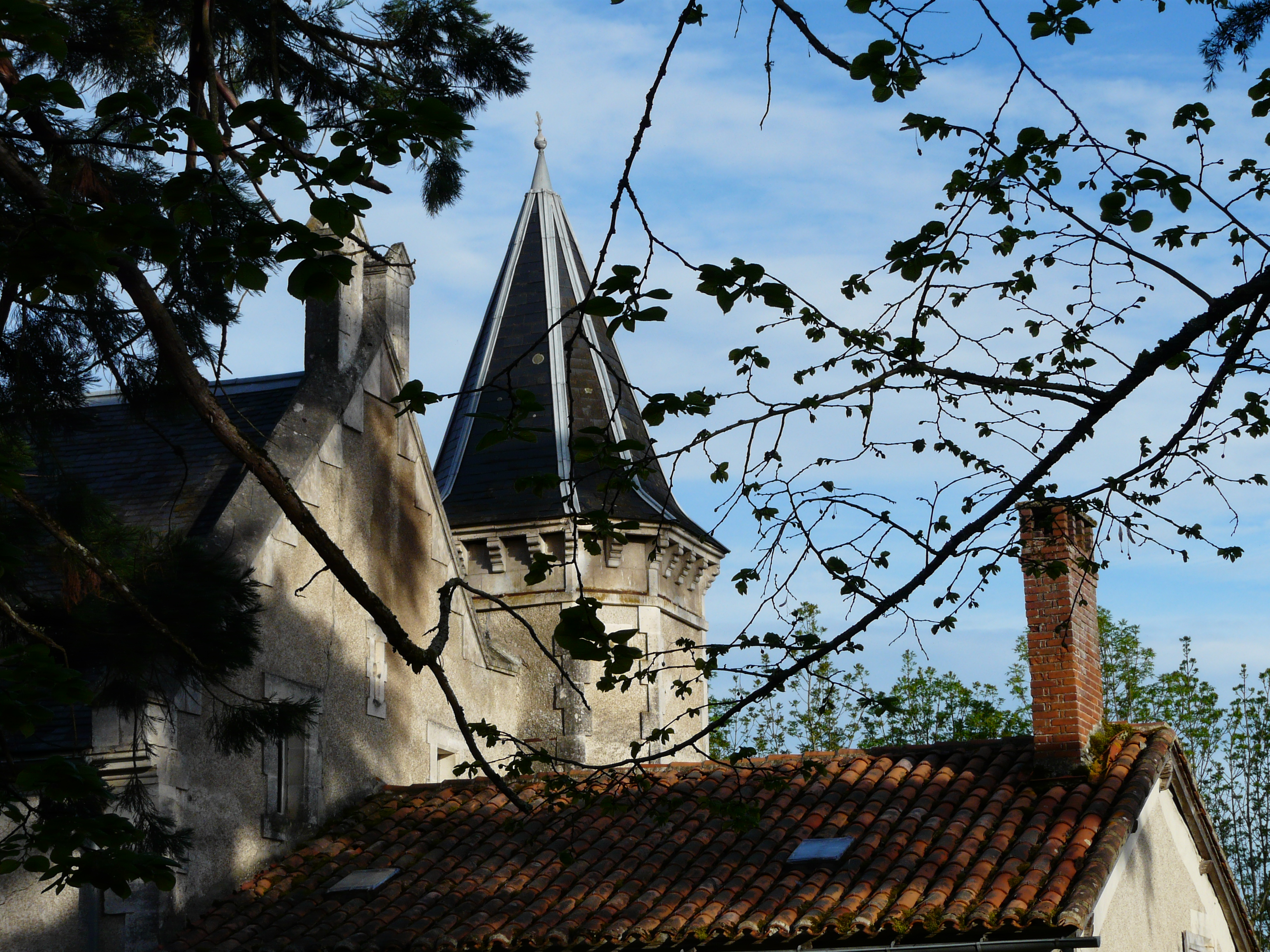
Herrenhaus Coularède
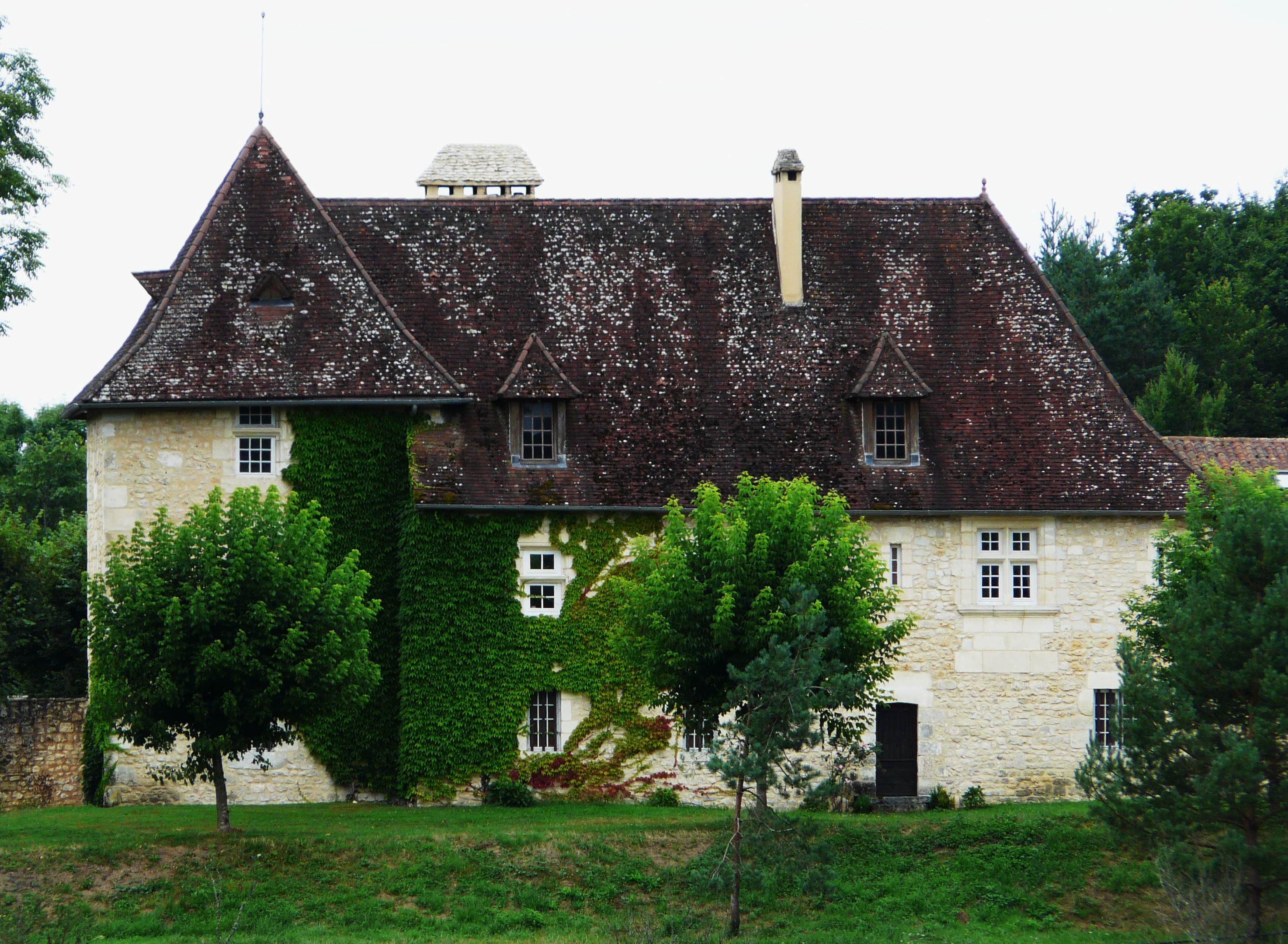
Schloss Daille

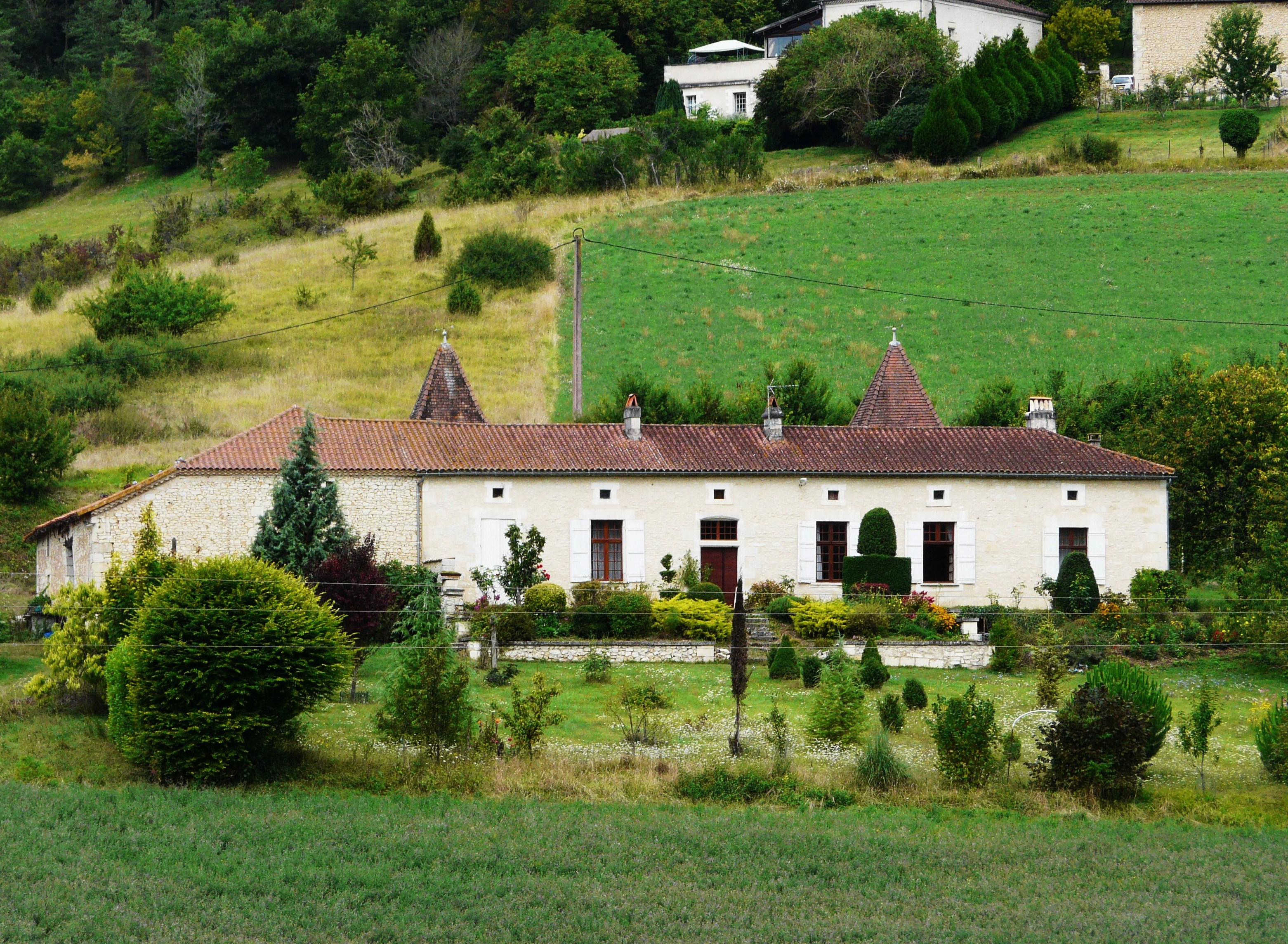
Gutshof Daille
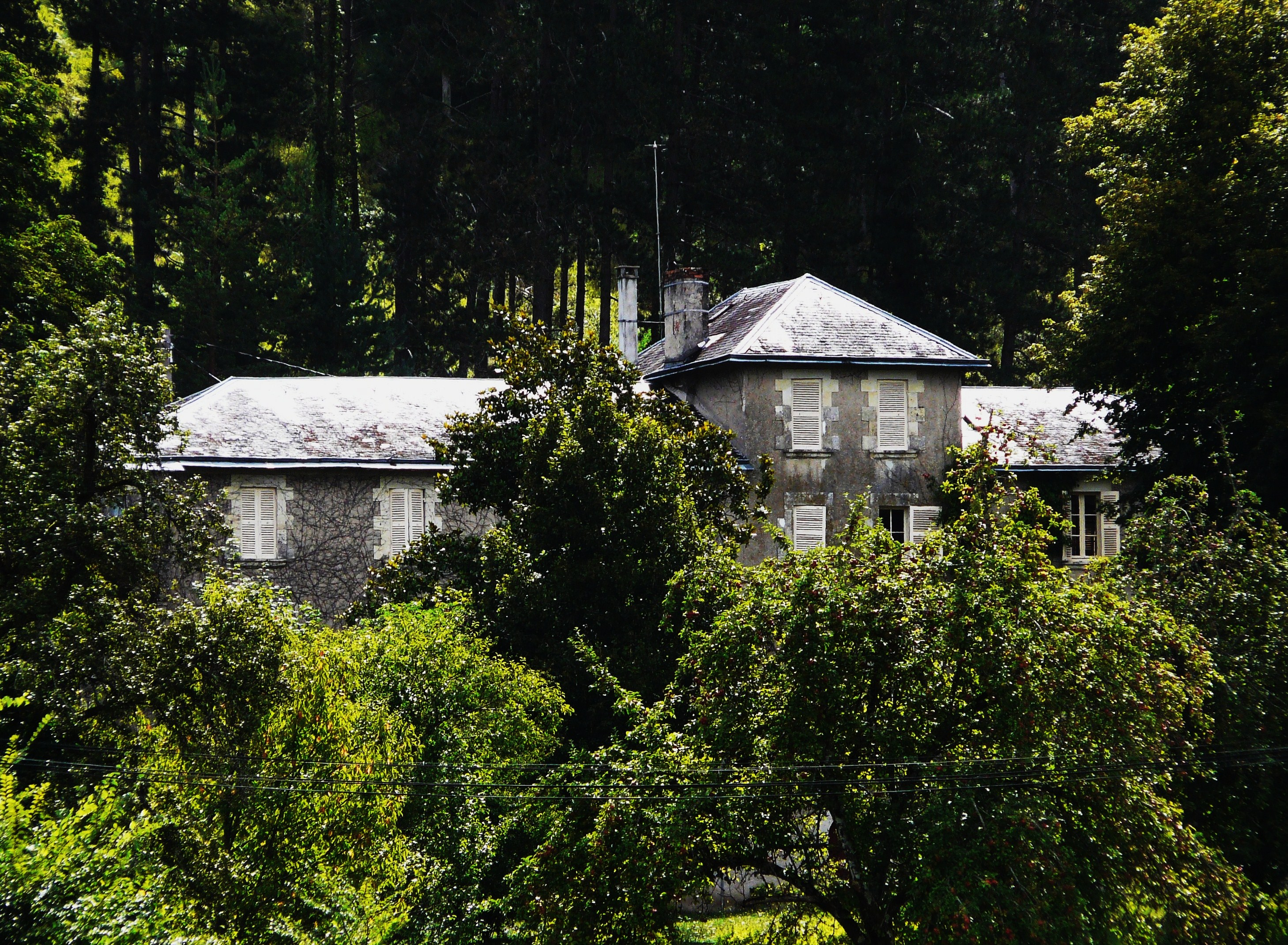
Herrenhaus Rivières
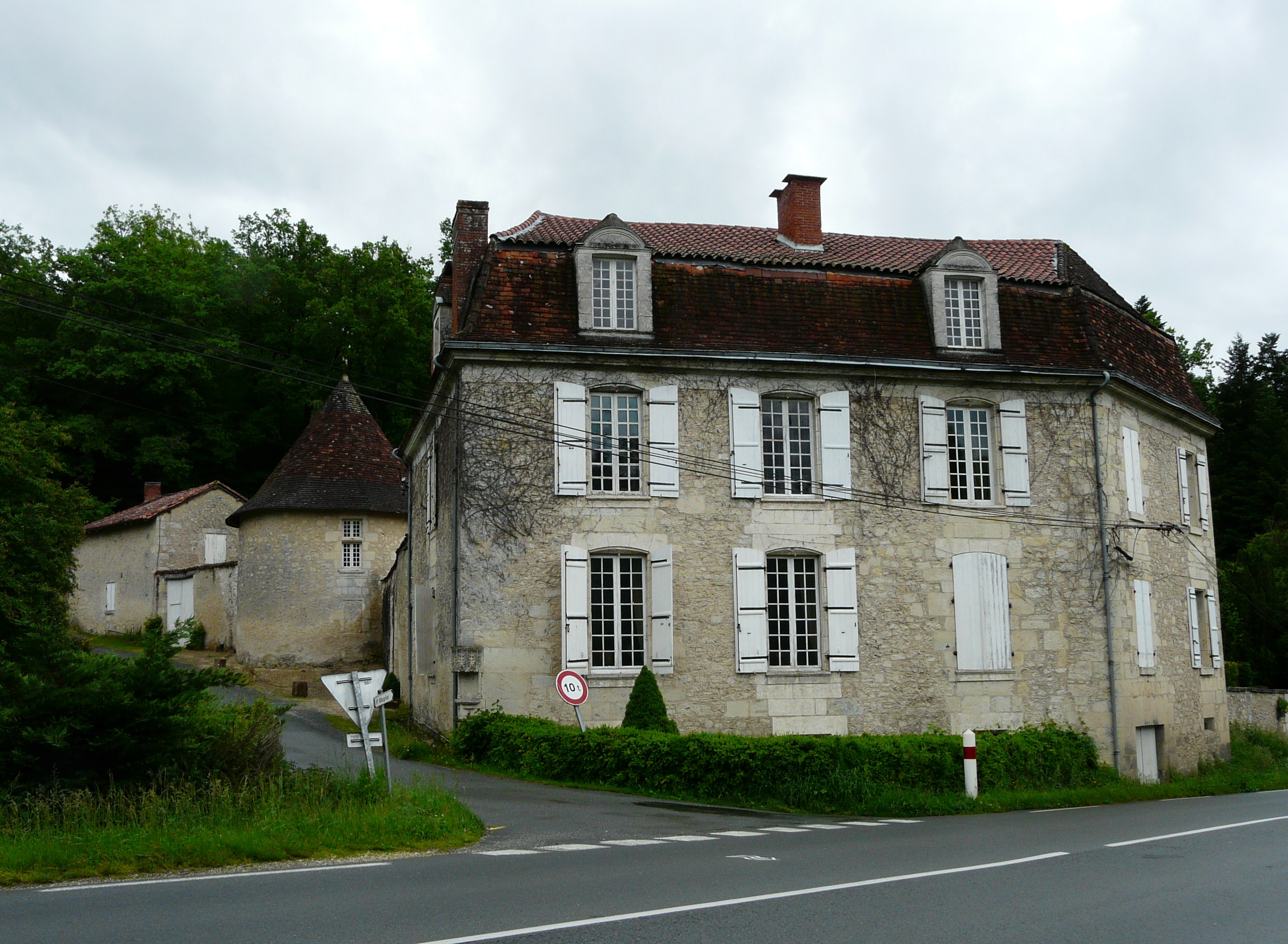
Schloss de Mesplier
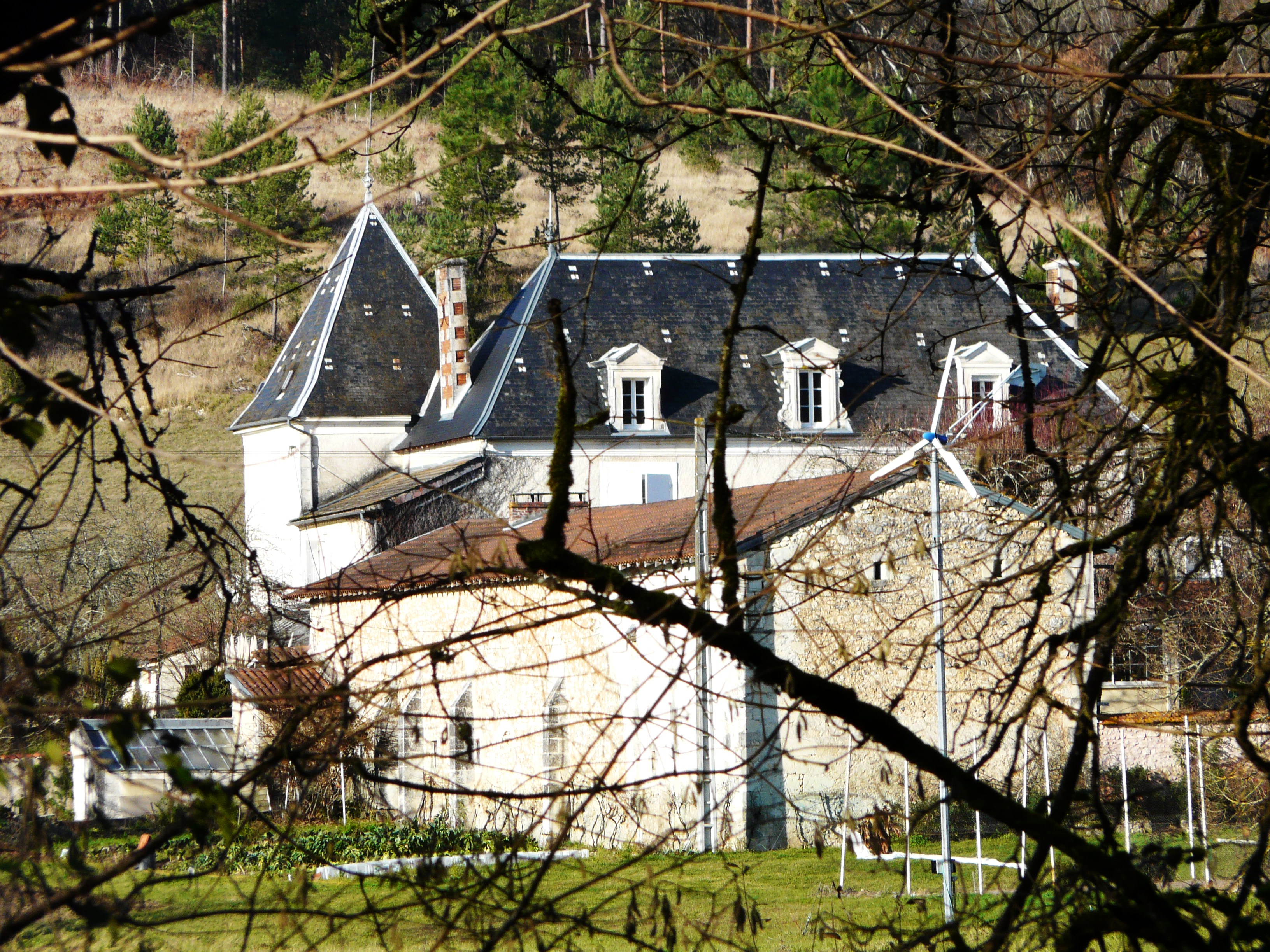
Herrenhaus Vessat
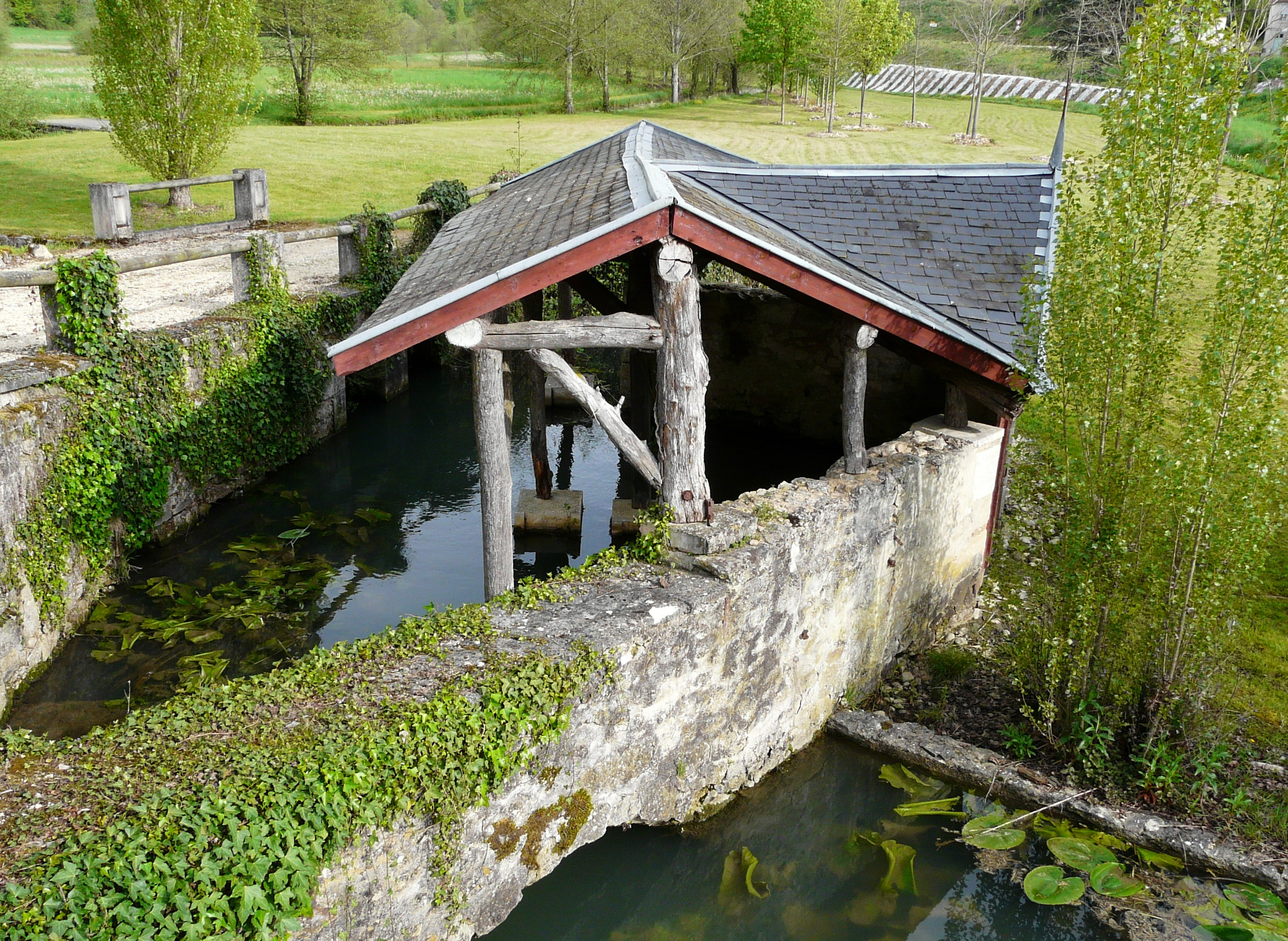
Waschhaus
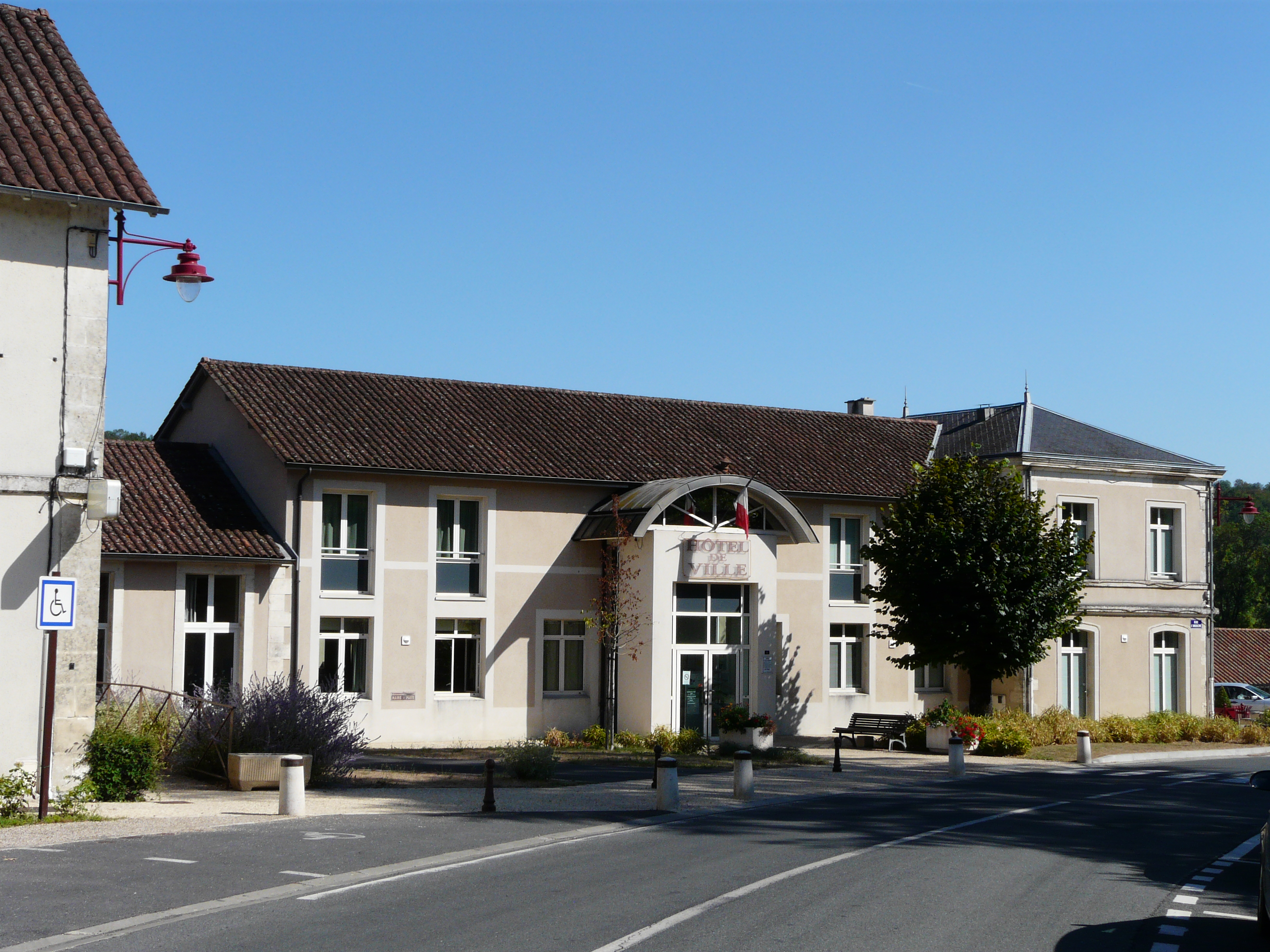
Rathaus von Château-l’Évêque

## Gemeindepartnerschaft
Mit der französischen Gemeinde Argonay in Haute-Savoie (Region Rhône-Alpes) besteht seit 1997 eine Partnerschaft.

## Persönlichkeiten
- Vinzenz von Paul (1581–1660), Heiliger der röm.-kath. Kirche, wurde hier 1600 zum Priester ordonniert
- Rachilde (1860–1953), Schriftstellerin